# Millettia lacus-alberti
Millettia lacus-alberti é uma espécie vegetal da família Fabaceae.
Pode ser encontrada nos seguintes países: República Democrática do Congo e Uganda.